# Gisela Werbezirk
Gisela Werbezirk (8. dubna 1875 Bratislava – 15. dubna 1956 Hollywood) byla židovská herečka. Po většinu své kariéry vystupovala napříč divadly v Evropě, zejména ve Vídni a Berlíně, a svého času byla přirovnávána k divadelní herečce Marii Dresslerové.

## Život
Narodila se v Bratislavě v židovské rodině. Než se stala filmovou herečkou, začala svou kariéru divadelní herečky ve Vídni, kde hrála roli 35leté „staré“ ženy, přestože jí bylo v té době pouhých 15 let. Stala se známou jako divadelní herečka. Nejznámější byla ve Vídni. Byla významnou herečkou v židovských divadlech v Leopoldstadtu, kde získala uznání za hraní vdov v komediálních inscenacích. Mezi dalšími evropskými městy, která navštívila, byl Berlín, odkud se (po dlouhém pobytu) v roce 1929 vrátila do Vídně. V roce 1936 měla hlavní roli ve hře Mizzi ve vídeňském Deutsches Volkstheater.
Po invazi Německa do Rakouska, krátce před začátkem druhé světové války, emigrovala se svou rodinou do Ameriky jako židovský uprchlík, aby unikla nacistické perzekuci. Její syn Henry byl za svou protinacistickou činnost na „černé listině“ gestapa; byl zatčen a deportován do Německa, ale podařilo se mu uprchnout s rodinou do Francie a poté do Londýna.
Gisela Werbezirk přijela do New Yorku na konci roku 1938 a vystupovala na Broadwayi a později měla menší role v hollywoodských filmech.
Zemřela v roce 1956 na selhání ledvin.

## Filmografie (výběr)

### Film
- Kri-Kri, the Duchess of Tarabac (1920)
- The City Without Jews jako Kathi (1924)
- Das Kabinett des Dr. Larifari jako Hedda Mutz-Kahla, spisovatelka (1930)
- When Love Sets the Fashion jako paní Kelermanová, Budapest (1932)
- The Hunchback of Notre Dame (1939)
- Dr. Ehrlich's Magic Bullet (1940)
- Girls Under 21 jako paní Krupniková (1940)
- So Ends Our Night jako The Harpy - Ruth's Roommate (1941)
- That Uncertain Feeling (1941)
- Tough As They Come jako Mrs. Polashek (1942)
- Chetniks! The Fighting Guerrillas (1943)
- Above Suspicion (1943)
- Women in Bondage jako Rita Rumannová (1943)
- Phantom Lady (1944)
- The Hairy Ape (1944)
- The Seventh Cross (1944)
- Wonder Man jako paní Schmidtová (1945)
- The Lost Weekend (1945)
- A Scandal in Paris jako Aunt Ernestine (1946)
- The Dark Corner jako paní Schwartzová (1946)
- The Brasher Doubloon (1947)
- Golden Earrings (1947)
- Wallflower (1947)
- The Great Sinner (1949)
- Bride of the Gorilla jako Al-Long (1951)

### Televize
- General Electric Theater (1 episode) (1953)